# Richard Leacock (Schauspieler)
Richard „Rich“ Leacock (* 17. Mai 1968 in London, England, Vereinigtes Königreich) ist ein kanadischer Schauspieler. Einem breiten, nationalen Publikum wurde er durch seine Darstellung des Nate Jackson in der Fernsehserie Doc von 2001 bis 2004 bekannt.

## Leben
Leacock wurde am 17. Mai 1968 in London geboren. Wenig später zog die Familie in die Karibik, wo er seine früheste Kindheit verbrachte. Anfang der 1970er Jahre zog die Familie nach Vancouver in Kanada, wo 1974 sein jüngerer Bruder Viv Leacock, ebenfalls als Schauspieler tätig, zur Welt kam. Er studierte von 1986 bis 1987 Psychologie und Wirtschaft am Langara College. Seit dem 12. Juli 2002 ist er mit Nicole Leacock verheiratet. 2004 kam der gemeinsame Sohn zur Welt. Er hat außerdem ein weiteres Kind aus erster Ehe. Er ist der Onkel von Elias Leacock und Vienna Leacock, den Kindern seines Bruders Viv.
Ende der 1980er Jahre erhielt Leacock erste Besetzungen in verschiedenen Fernsehserien. So wirkte er bis Anfang der 1990er Jahre in der Fernsehserie 21 Jump Street – Tatort Klassenzimmer in verschiedenen Rollen mit. 1999 war er im Spielfilm Lake Placid in der Rolle des Deputy Stevens zu sehen. Ab 2001 bis 2004 spielte er die Rolle des Nate Jackson in insgesamt 88 Episoden der Fernsehserie Doc. 2006 spielte er im Katastrophenfilm Wenn der Mond auf die Erde stürzt die Rolle des Ollie. 2018 wirkte er im Science-Fiction-Actionfilm Attack from the Atlantic Rim 2 – Metal vs. Monster in der Rolle des Andrus.  2022 spielte er die Rolle des Detective Ray Jaggard im Film Desert Shadows.

## Filmografie (Auswahl)
- 1987–1990: 21 Jump Street – Tatort Klassenzimmer (21 Jump Street, Fernsehserie, 5 Episoden, verschiedene Rollen)
- 1988: Knightwatch (Fernsehserie, 2 Episoden)
- 1990: Neon Rider (Fernsehserie, Episode 1x02)
- 1990: Kampf gegen die Mafia (Wiseguy, Fernsehserie, Episode 4x09)
- 1991: Der Polizeichef – Eis im Blut (The Commish, Fernsehserie, Episode 1x08)
- 1993: Jack’s Place (Fernsehserie, 2 Episoden)
- 1994: M.A.N.T.I.S. (Fernsehserie, Episode 1x04)
- 1994: Highlander (Fernsehserie, Episode 3x02)
- 1995: Verkauft und gedemütigt (Fighting for My Daughter, Fernsehfilm)
- 1995: Sliders – Das Tor in eine fremde Dimension (Sliders, Fernsehserie, Episode 1x04)
- 1995: Brutale Exzesse – Skandal in der Navy (She Stood Alone: The Tailhook Scandal, Fernsehfilm)
- 1995: Chaos unterm Korb (Slam Dunk Ernest)
- 1995: Ihr größter Traum (Annie O, Fernsehfilm)
- 1996: Millennium – Fürchte deinen Nächsten wie Dich selbst (Millennium, Fernsehserie, Episode 1x06)
- 1996: Outer Limits – Die unbekannte Dimension (The Outer Limits, Fernsehserie, Episode 2x15)
- 1997: Vulkan – Berg in Flammen (Volcano: Fire on the Mountain, Fernsehfilm)
- 1997: Sunset Grille (Fernsehfilm)
- 1998: The Wonderful World of Disney (Fernsehserie, Episode 1x14)
- 1998: Akte X – Die unheimlichen Fälle des FBI (The X-Files, Fernsehserie, Episode 5x08)
- 1998: Terror im Weißen Haus (Loyal Opposition, Fernsehfilm)
- 1998: Outer Limits – Die unbekannte Dimension (The Outer Limits, Fernsehserie, Episode 4x18)
- 1998: Viper (Fernsehserie, Episode 4x02)
- 1998: Night Man (Fernsehserie, 2 Episoden)
- 1998: Ghost Cop (Fernsehserie, Episode 1x01)
- 1998–1999: Stargate – Kommando SG-1 (Stargate SG-1, Fernsehserie, 2 Episoden, verschiedene Rollen)
- 1998–2000: Drei stahlharte Profis (Three, Fernsehserie, 2 Episoden, verschiedene Rollen)
- 1999: Das Netz – Todesfalle Internet (The Net, Fernsehserie, Episode 1x20)
- 1999: Lake Placid
- 1999: Inferno der Flammen (Heaven's Fire, Fernsehfilm)
- 2000: Sanctimony – Auf mörderischem Kurs (Sanctimony)
- 2001: Big Sound (Fernsehserie, Episode 1x10)
- 2001–2004: Doc (Fernsehserie, 88 Episoden)
- 2006: Puppets Who Kill (Fernsehserie, Episode 4x12)
- 2006: Wenn der Mond auf die Erde stürzt (Earthstorm, Fernsehfilm)
- 2006: North/South (Fernsehserie)
- 2006: Dead Zone (Fernsehserie, Episode 5x07)
- 2006: Angela Henson – Das Auge des FBI (Angela’s Eyes, Fernsehserie, Episode 1x10)
- 2006: Ultra (Fernsehfilm)
- 2007: Heir Apparent (Kurzfilm)
- 2007: 'Til Death Do Us Part (Fernsehserie, Episode 1x13)
- 2007: The Note (Fernsehfilm)
- 2007: Across the River to Motor City (Fernsehserie, Episode 1x04)
- 2008: The Russell Girl (Fernsehfilm)
- 2008: Toronto Stories
- 2008: Saving God – Stand Up And Fight (Saving God)
- 2009: Kiss Me A'ready (Kurzfilm)
- 2009: The Ron James Show (Fernsehserie, 2 Episoden)
- 2010: Patricia Cornwell – Undercover (The Front, Fernsehfilm)
- 2010: Dan for Mayor (Fernsehserie, Episode 1x11)
- 2010: Double Wedding (Fernsehfilm)
- 2010: Mensch, Derek! – Ab in die Ferien! (Vacation with Derek, Fernsehfilm)
- 2010: Fairfield Road – Straße ins Glück (Fairfield Road, Fernsehfilm)
- 2015: The Empty Morning (Kurzfilm)
- 2016: A Boy Called Po
- 2018: Attack from the Atlantic Rim 2 – Metal vs. Monster (Atlantic Rim: Resurrection)
- 2018: Bones (Kurzfilm)
- 2019: Good Trouble (Fernsehserie, Episode 1x13)
- 2019: Good Girls (Fernsehserie, Episode 2x11)
- 2019: 9-1-1 (Fernsehserie, Episode 3x06)
- 2021: 99 Problems (Kurzfilm)
- 2021: Grace and Grit
- 2022: Star Trek: Picard (Fernsehserie, Episode 2x06)
- 2022: Desert Shadows